# Pseudomennis
Pseudomennis is een geslacht van vlinders van de familie spanners (Geometridae), uit de onderfamilie Larentiinae.

## Soorten
- P. bipennis Walker, 1854
- P. coccinea Druce, 1885
- P. dioptoides Warren, 1905